# گیدی دامتی
گیدی دامتی (به انگلیسی: Gidi Damti) مهاجم اهل اسرائیل است که از سال ۱۹۷۱ تا ۱۹۸۱ میلادی عضو تیم ملی فوتبال اسرائیل بوده و در ۶۹ بازی ملی حضور داشته است. گیدی دامتی توانسته در بازی‌های ملی، ۲۱ گل به ثمر برساند.